# Marie Gillain
Marie Gillain (Liège, 18 de junho de 1975) é uma atriz belga. Em 1995, ela protagonizou o filme A Isca, que lhe rendeu uma indicação ao César e o prêmio Romy Schneider.